# Heinrich von Brentano di Tremezzo
Heinrich von Brentano di Tremezzo, född 20 juni 1904 i Offenbach am Main, död 14 november 1964 i Darmstadt, var en tysk politiker (CDU) och mellan 1955 och 1961 Västtysklands utrikesminister.